# Катирева
Кати́рева (рос. Катырева) — присілок у складі Ачитського міського округу Свердловської області.
Населення — 87 осіб (2010, 136 у 2002).
Національний склад станом на 2002 рік: росіяни — 100 %.